# Zástřizly
Zástřizly – gmina w Czechach, w powiecie Kromieryż, w kraju zlińskim. Według danych z dnia 1 stycznia 2012 liczyła 144 mieszkańców.